# Cezary Surgiel
Cezary Surgiel (ur. 18 września 2002 w Kielcach) – polski piłkarz ręczny, lewoskrzydłowy, od 2019 zawodnik Vive Kielce.

## Kariera sportowa
Wychowanek Vive Kielce. Jego pierwszym trenerem był Tomasz Litwin, kolejnym Aleksandr Litowski. Początkowo występował na środku rozegrania, później zaczął grać jako lewoskrzydłowy. W 2019 został włączony do seniorskiej drużyny kieleckiego klubu. W Superlidze zadebiutował 5 października 2019 w wygranym meczu z MKS-em Kalisz (38:16), w którym rzucił dwie bramki. W sezonie 2019/2020, w którym rozegrał w lidze siedem meczów i zdobył 21 goli, wywalczył z kieleckim klubem mistrzostwo Polski. W sierpniu 2020, po odejściu z zespołu Mateusza Jachlewskiego, podpisał z Vive pięcioletnią umowę.
W sezonie 2020/2021, w którym rozegrał w Superlidze 24 mecze i rzucił 62 bramki, ponownie zdobył z Vive mistrzostwo Polski. Z kieleckim klubem wywalczył również Puchar Polski, a w finałowym spotkaniu z SPR-em Tarnów (42:20) rzucił trzy bramki. Ponadto w sezonie 2020/2021 zadebiutował w Lidze Mistrzów, a 14 października 2020 w wygranym meczu z Mieszkowem Brześć (34:27) zdobył swojego pierwszego gola w tych rozgrywkach.
W 2021 wraz z reprezentacją Polski U-19 uczestniczył w mistrzostwach Europy U-19 dywizji B, w których w czterech meczach rzucił dziewięć bramek.

## Sukcesy
Vive Kielce
- Superliga: 2019/2020, 2020/2021
- Puchar Polski: 2020/2021

## Statystyki
| Klub                      | Sezon     | Superliga | Superliga | Superliga |   | Puchar Polski | Puchar Polski | Puchar Polski |   | Liga Mistrzów | Liga Mistrzów | Liga Mistrzów |     | Razem | Razem | Razem |
| Klub                      | Sezon     | M         | B         | Śr.       | M | B             | Śr.           | M             | B | Śr.           | M             | B             | Śr. |       |       |       |
| ------------------------- | --------- | --------- | --------- | --------- | - | ------------- | ------------- | ------------- | - | ------------- | ------------- | ------------- | --- | ----- | ----- | ----- |
| Vive Kielce               | 2019/2020 | 7         | 21        | 3         | 0 | 0             | 0             | 0             | 0 | 0             | 7             | 21            | 3   |       |       |       |
| Vive Kielce               | 2020/2021 | 24        | 62        | 2,6       | 2 | 5             | 2,5           | 11            | 4 | 0,4           | 37            | 71            | 1,9 |       |       |       |
| Vive Kielce               | 2021/2022 | 8         | 21        | 2,6       | 0 | 0             | 0             | 6             | 0 | 0             | 14            | 21            | 1,5 |       |       |       |
| Vive Kielce               | Razem     | 39        | 104       | 2,7       | 2 | 5             | 2,5           | 17            | 4 | 0,2           | 58            | 113           | 1,9 |       |       |       |
| Stan na 23 listopada 2021 |           |           |           |           |   |               |               |               |   |               |               |               |     |       |       |       |